# NGC 4340
NGC 4340 أو إن جي سي 4340 هي مجرة محدبة ضلعية ضمن كوكبة الهلبة. تم اكتشافها عام 1784 من قبل ويليام هيرشل.